# Lola, espejo oscuro
Lola, espejo oscuro es una película española de drama estrenada en 1966, dirigida por el debutante Fernando Merino y protagonizada en los papeles principales por Emma Penella, Carlos Estrada y Manolo Gómez Bur.
José Luis Dibildos escribió el guion de la película basándose en la novela «Lola, espejo oscuro» de Darío Fernández Flórez, publicada en 1950.
Por su trabajo en la dirección de la película, Fernando Merino obtuvo la Medalla del Círculo de Escritores Cinematográficos en la categoría de mejor director revelación (premio "Antonio Barbero").

## Sinopsis
Lola es una hermosa mujer sin escrúpulos que se dedica a la prostitución. A sus veinticuatro años es capaz de adoptar diversas personalidades para dar a sus clientes lo que desean y así poder manipularlos a su antojo para conseguir sus propósitos.

## Reparto
- Emma Penella como Lola
- Carlos Estrada como Dr. Juan Vivar
- Manolo Gómez Bur como Rodolfo
- Elena María Tejeiro como Lirio
- Pastor Serrador como Julito
- Javier Loyola como	Tomás Pastor
- Luchy Soto como Mapi de Armengol
- Alfonso Paso como	Dorigan
- Mayrata O'Wisiedo como Rosario
- Alfredo Santacruz como Javier Rodríguez
- William Layton como Monsieur Dalban
- Félix Fernández como Roberto
- Francisco Piquer Chanza como Paco
- Álvaro de Luna como Franky
- Elvira Quintillá como Mujer de Tomás
- José Riesgo
- Antonio Pica